# 愛知県道240号豊明停車場線
愛知県道240号豊明停車場線（あいちけんどう240ごう とよあけていしゃじょうせん）とは、愛知県豊明市阿野町の名鉄名古屋本線 豊明駅と国道1号とを結ぶ道路である。全線が同市同町内にあり、全長は100m余りにすぎない。また、国道1号には豊明駅前という交差点があるが、そこに出る道路は市道であり、当路線はそれよりも南側を通る。

## 概要

### 路線データ
- 起点：豊明停車場[1]
- 終点：豊明市阿野町[1]（国道1号交点）
- 全長：約140 m

## 沿革
- 1995年4月1日 認定[1]

## 地理

### 通過する自治体
- 愛知県
  - 豊明市

### 交差する道路
- 国道1号・愛知県道220号阿野名古屋線（豊明駅東交差点）

### 沿線
- 名鉄名古屋本線 豊明駅（東口）